# Amphimallon majale
Amphimallon majale – gatunek chrząszcza z rodziny poświętnikowatych i podrodziny chrabąszczowatych. Zamieszkuje Europę i Amerykę Północną.

## Taksonomia
Gatunek ten opisany został po raz pierwszy w 1789 roku przez Grigorija Razumowskiego pod nazwą Scarabaeus majalis.

## Morfologia
Chrząszcz o owalnym w zarysie ciele długości od 10 do 14 mm, z wierzchu ubarwionym jednolicie w odcieniu żółtobrunatnym do czerwonawobrunatnego. Na powierzchni głowy występuje nierównomierne punktowanie i owłosienie. Czułki buduje dziewięć członów. Stosunkowo wypukłe przedplecze ma drobne i gęste punktowanie oraz złożone z dwóch rodzajów włosków owłosienie – na całej powierzchni występują włoski krótkie i przylegające, a na bokach i przy tylnej krawędzi wmieszane w nie, rzadkie włoski długie i sterczące. Na tarczce wyrastają włoski krótsze i bardziej przylegające niż w przypadku guniaka odłogowego. Pokrywy mają nierównomierne punktowanie oraz stosunkowo gęste, krótkie, przylegające owłosienie (jeszcze krótsze i bardziej przylegające niż u guniaka odłogowego). Krótkie, jasne i przylegające jest owłosienie na pygidium. Przednia para odnóży ma golenie z ostrogą wierzchołkową położoną na poziomie wierzchołka drugiego z trzech obecnych na nich zębów.

## Rozprzestrzenienie
Owad pierwotnie palearktyczny, głównie zachodnioeuropejski, ale zawleczony do nearktycznej Ameryki Północnej. W Europie znany jest z Portugalii, Hiszpanii, Francji, Belgii, Luksemburga, Niemiec, Szwajcarii, północnych Włoch i Słowenii. W XIX wieku błędnie wykazany został ze Śląska.